# Charlie Hall
Charlie Hall (* 19. August 1899 in Birmingham, England; † 7. Dezember 1959 in Hollywood, Los Angeles, Kalifornien) war ein britischer Filmschauspieler. Hall erlangte vor allem Bekanntheit durch seine Auftritte als Widersacher von Laurel und Hardy, deren häufigster Nebendarsteller er in fast 50 Filmen war.

## Leben
Charlie Hall wuchs unter ärmlichen Verhältnissen auf. Der gelernte Zimmermann trat noch als Jugendlicher der Vaudevilletruppe um Fred Karno bei, in welcher auch Charlie Chaplin, Stan Laurel und Will Hay ihre Karrieren begonnen hatten. 1920 besuchte Hall seine Schwester in New York City und ließ sich dabei dauerhaft in den Vereinigten Staaten nieder. Er fand Arbeit als Bühnenarbeiter, versuchte es dann aber doch noch einmal mit der Schauspielerei. 1921 gab Hall sein Filmdebüt in Hollywood, noch während der Stummfilmzeit. Ab Mitte der 1920er Jahre war Hall einer der vielen Komödienschauspieler, welche vom Produzenten Hal Roach in dessen Filmen eingesetzt wurden. Als er sich um 1938 einmal mit seinen Studiobossen zerstritten hatte, musste er in einer englischen Gasmaskenfabrik für ein Monatsgehalt von etwas mehr als drei US-Dollar arbeiten. Er bat den Regisseur George Stevens um 200 US-Dollar, damit er nach Hollywood zurückkehren konnte. Letztlich gelang ihm das Comeback.
Obwohl Hall auch häufig mit anderen Roach-Komikern wie Charley Chase und den Kleinen Strolchen drehte, ist er heute vor allem durch die Rolle des ständigen Widersachers von Laurel und Hardy bekannt. Er spielte in 44 der 106 Filme des Komikerduos und ist damit ihr häufigster Nebendarsteller, noch vor James Finlayson oder Mae Busch. Wegen seiner kleinen Statur (1,64 Meter) war der dunkelhaarige Schauspieler meist in der Rolle des erbosten „Giftzwerges“ zu sehen und wurde oftmals als „kleine Nemesis“ von Laurel und Hardy bezeichnet. Seine Auftritte beim Komikerduo waren unterschiedlicher Größe: Während er in einigen Filmen nur wenige Sekunden zu sehen ist, spielt er in anderen beinahe Hauptrollen neben dem Komikerduo. Er verkörperte unter anderem den strikten Pensionswirt in Laurel und Hardy: Alle Hunde lieben Stan, welcher am Ende des Filmes wegen Stan und Ollie Selbstmord begeht. Einmal hatte er sogar eine zwei Filme überdauernde Fehde mit Laurel und Hardy: In Jene fernen Berge machen sie versehentlich Halls Frau Mae Busch betrunken, und im zweiten Film Die besudelte Ehre ziehen Stan und Ollie neben seinem Lebensmittelladen ein. Er erkennt die beiden sofort wieder und zerstört das Geschäft des Komikerduos, weil er eine Affäre zwischen Ollie und seiner Frau vermutet. Eine seiner wenigen freundlichen Rollen gegenüber Stan und Ollie war sein kurzer Auftritt als hilfsbereiter Postbote in Der zermürbende Klaviertransport. Noch mit über 40 Jahren spielte er einen Studenten in In Oxford, wo er sich wieder einmal an Stan und Ollie rächen will.
Neben seiner Arbeit mit Laurel und Hardy war er auch in anderen Filmen zu sehen, etwa in Buster Keatons College, King Kong und die weiße Frau, Ich tanz’ mich in dein Herz hinein und In der Hölle ist der Teufel los!. Jedoch spielte er außerhalb von Laurel und Hardy meistens nur Komparsenrollen. Nach dem Ende der Hal-Roach-Filme übernahm Hall in den 1940er- und 1950er-Jahren bei den großen Hollywoodstudios viele kleinere Rollen und spielte vereinzelt auch im Fernsehen. Er trat unter anderem in mehreren RKO-Kurzfilmen seines früheren Roach-Kollegen Edgar Kennedy auf, spielte in Charlie Chaplins Rampenlicht und war in einer Folge von Alfred Hitchcock präsentiert zu sehen. Nach fast 300 Filmen zog er sich 1956 aus dem Schauspielgeschäft zurück, nachdem er zuletzt kaum noch substanzielle Rollen erhalten hatte. In seinen letzten Lebensjahren war der gelernte Zimmermann als Requisitenhersteller bei Warner Brothers beschäftigt.
Charlie Hall verstarb 1959 im Alter von 60 Jahren. Er war zweimal verheiratet, nämlich mit Dolly Gray bis zu ihrem Tod im Jahre 1937 und Wilda George. Charlie Hall liegt im Forest Lawn Memorial Park in Glendale bestattet. In der Nähe von Birmingham gibt es ein Restaurant namens The Charlie Hall als Hommage an den Komödienschauspieler, außerdem wurde 2009 und 2012 je ein Buch über ihn veröffentlicht.

## Filmografie (Auswahl)
- 1921: Bride and Gloom
- 1924: A Ten Minute Egg
- 1925: Bad Boy
- 1925: Isn't Life Terrible?
- 1926: Mighty Like a Moose
- 1926: Thundering Fleas
- 1926: Bromo and Juliet
- 1927: Eve's Love Letters
- 1927: Love ’Em and Weep
- 1927: Fluttering Hearts
- 1927: With Love And Hisses
- 1927: Der Musterschüler (College)
- 1927: Sugar Daddies
- 1927: The Second Hundred Years
- 1927: Das Haus der tausend Freuden (Call of the Cuckoo)
- 1927: The Battle of the Century
- 1928: Nur mit Lachgas (Leave ’Em Laughing)
- 1928: Der beleidigte Bläser (You're Darn Tootin')
- 1928: Laurel und Hardy: Should Married Men Go Home?
- 1928: Zwei Matrosen (Two Tars)
- 1929: Wrong Again
- 1929: Das ist meine Frau (That's my Wife)
- 1929: Das große Geschäft (Big Business)
- 1929: Der Prinz im Fahrstuhlschacht (Double Whoopee)
- 1929: Berth Marks
- 1929: Als Matrosen (Men O'War)
- 1929: They Go Boom
- 1929: Bacon Grabbers
- 1929: The Hoose-Goose
- 1929: Angora Love
- 1930: Angeheitert (Blotto)
- 1930: Unter Null (Below Zero)
- 1930: Let's Go Native
- 1930: Pups Is Pups
- 1930: Ohne Furcht und Tadel (The Laurel & Hardy Case)
- 1931: Be Big
- 1931: Alle Hunde lieben Stan (Laughing Gravy)
- 1931: Hinter Schloss und Riegel (Pardon Us)
- 1931: Come Clean
- 1931: In der Wüste (Beau Hunks)
- 1931: Helden der Unterwelt (Bad Company)
- 1931: On The Loose
- 1932: Gehen vor Anker (Any Old Port!)
- 1932: Der zermürbende Klaviertransport (The Music Box)
- 1932: What Price Hollywood?
- 1932: Gesetz und Ordnung (Law and Order)
- 1932: Die Teufelsbrüder (Pack Up Your Troubles)
- 1932: Beine sind Gold wert (Million Dollar Legs)
- 1932: Cynara
- 1933: Twice Two
- 1933: Als Mitgiftjäger (Me and My Pal)
- 1933: Morgenrot des Ruhms (Morning Glory)
- 1933: The Midnight Patrol
- 1933: Am Rande der Kreissäge (Busy Bodies)
- 1933: King Kong und die weiße Frau (King Kong)
- 1933: Die Wüstensöhne (Sons of the Desert)
- 1934: Jene fernen Berge (Them thar Hills)
- 1934: Rache ist süß (Babes in Toyland)
- 1934: Scheidung auf amerikanisch (The Gay Divorcee)
- 1934: The Live Ghost
- 1935: Die besudelte Ehre (Tit for tat)
- 1935: Zum Nachtisch weiche Birne (Thicker than Water)
- 1935: Ich tanz’ mich in dein Herz hinein (Top Hat)
- 1935: Wir sind vom schottischen Infanterie-Regiment (Bonnie Scotland)
- 1936: Swing Time
- 1936: Das Mädel aus dem Böhmerwald Stimme
- 1936: Die Doppelgänger (Our Relations)
- 1937: Tanz mit mir (Shall We Dance)
- 1937: Sternschnuppen (Pick a Star)
- 1939: Kettensträfling in Australien (Captain Fury)
- 1939: Die Findelmutter (Bachelor Mother)
- 1939: Der Glöckner von Notre Dame (The Hunchback of Notre-Dame)
- 1940: In Oxford (A Chump At Oxford)
- 1940: Vigil in the Night
- 1940: Primrose Path
- 1940: Auf hoher See (Saps At Sea)
- 1941: In der Hölle ist der Teufel los! (Hellzapoppin')
- 1943: Auf ewig und drei Tage (Forever and a Day)
- 1943: Holy Matrimony
- 1943: Die Stubenfee (His Butler’s Sister)
- 1944: Scotland Yard greift ein (The Lodger)
- 1944: Das Gespenst von Canterville (The Canterville Ghost)
- 1945: Jagd im Nebel (Confidential Agent)
- 1946: Without Reservations
- 1946: Jagd auf Spieldosen (Dressed to Kill)
- 1946: Schwester Kenny (Sister Kenny)
- 1952: Rampenlicht (Limelight)
- 1952: Androkles und der Löwe (Androcles and the Lion)
- 1952: Die goldene Nixe (Million Dollar Mermaid)
- 1954: The Abbott and Costello Show (Fernsehserie, Folge 2x25)
- 1955: Schakale der Unterwelt (Illegal)
- 1956: Alfred Hitchcock präsentiert (Alfred Hitchcock Presents, Fernsehserie, Folge 1x21)
- 1956: Cheyenne (Fernsehserie, Folge 1x11)
- 1956: So You Want to Play the Piano